# Canberra Challenger (1990)
Il Canberra Challenger è stato un torneo professionistico di tennis giocato su campi in sintetico a Canberra, in Australia. Faceva parte dell'ATP Challenger Series. Si è giocata solo l'edizione del 1990.

## Albo d'oro

### Singolare
| Anno | Campione     | Finalista        | Punteggio |
| ---- | ------------ | ---------------- | --------- |
| 1990 | Brett Steven | Andrew Kratzmann | 6–3, 6–4  |

### Doppio
| Anno | Campioni                  | Finalisti                | Punteggio |
| ---- | ------------------------- | ------------------------ | --------- |
| 1990 | Brett Custer Peter Doohan | David Adams Jamie Morgan | 6–3, 6–4  |